# Al-Dżabirijja (Al-Hasaka)
Al-Dżabirijja – wieś w Syrii, w muhafazie Al-Hasaka. W 2004 roku liczyła 188 mieszkańców.